# Autobianchi Primula
Pour l’article homonyme, voir Primevère.
L'Autobianchi Primula est une voiture fabriquée par le constructeur italien Autobianchi appartenant au groupe Fiat, entre 1964 et 1970.

## Histoire
La Primula compte parmi les voitures les plus innovantes de l’histoire de l’automobile. Tellement innovante que Fiat n’en voulut pas et préféra la vendre sous la marque Autobianchi, la condamnant à une carrière commerciale effacée. En France, où elle connut malgré tout son petit succès, elle est devenue extrêmement rare, surtout dans sa version performante, le coupé S. Redécouverte d’une pionnière.
De plus en plus orienté vers la production de masse depuis la fin des années 1950, la Fiat fait passer la recherche de bas coûts de production loin devant l’innovation technologique. Les Fiat 500 et Fiat 600 à moteur arrière et la banale Fiat 1100-103 sont le fruit de cette stratégie.
Ce peu de hardiesse technique n’empêche pas les ingénieurs de profiter d’une grande marge de manœuvre pour expérimenter des solutions avancées – bien que celles-ci n’atteignent jamais le stade de la série. C‘est ce que montre bien l’ouvrage de Dante Giacosa, Mes quarante ans chez Fiat (Ed. du Palmier). Père de la plupart des Fiat sorties depuis les années 1930, celui-ci a occupé le poste de Directeur du Bureau technique tout au long des années 1950. Parallèlement, Giacosa dirige la SIRA (Società Industriale Ricerche Automotoristiche), le service de technique avancée. Cette organisation décentralisée va permettre à la Primula de voir le jour.

### La voiture dont Fiat ne voulait pas
À partir de 1961, le SIRA étudie une 6 CV utilisant le moteur de la Fiat 1100-103 D  (1 221 cm3, 55 ch) et susceptible de la remplacer. Désignée « 109 » en interne, sa conception révolutionne  tout ce que Fiat a construit jusqu’alors ; traction avant, moteur-boîte transversaux et troisième porte, faisant de l’auto un précurseur sur ces deux derniers points. Giacosa témoigne de sa préoccupation d’optimiser l’espace habitable en même temps qu’il remet sur le tapis son idée d’adopter la traction avant. Le défi pour les Italiens est d’aller plus loin que BMC ne l’a fait avec la Mini, en logeant la boîte dans l’axe transversal du moteur et non sous le moteur). Pour cela, les ingénieurs ont dû gagner des cm sur la longueur du carter de boîte. L’astuce a consisté à réduire l’espace occupé par l’embrayage et la butée. C'est aujourd'hui la disposition classique de tous les groupes mototracteurs transversaux appelée "disposition Giacosa". 
Pourtant, le projet 109 n’a pas l’air de plaire à la direction générale de Fiat qui trouve la voiture trop audacieuse. La préférence est donnée à une propulsion à coffre et moteur longitudinal, le projet 124, qui débouchera sur le modèle du même nom en 1966. 
La 109 est tout de même repêchée pour une fabrication sous la marque Autobianchi. La petite marque créée par Fiat en 1957 se retrouve donc promue de ce fait laboratoire du groupe. Au Salon de Turin 1964 est ainsi présentée la Primula (primevère), première berline à hayon jamais construite, du moins dans sa catégorie. Elle sera d’ailleurs proposée concurremment avec lunette arrière fixe ce qui la rend disponible en 2, 3, 4 et 5 portes. Autre élément novateur, la présence de quatre freins à disques (sans assistance) ; Renault a eu la même idée avec la R8, dès 1962, mais sans la même efficacité. 
Sous d’autres aspects, l’auto est beaucoup plus conservatrice. En particulier avec l’essieu arrière rigide avec ressorts à lames. Quant à la carrosserie, dessinée par Boano père et fils, stylistes Fiat, s’apparente au style des créations de Pininfarina pour BMC. Assez élégante, elle n’offre toutefois rien de très nouveau. L’avant rappelle la Lancia Flaminia de 1955, tandis qu’à l’arrière, les feux pointus appartiennent déjà au passé. Enfin, le moteur reste le vieux 1 221 cm3  de la Fiat 1100 D remplacé dès le second millésime par l’excellent 1 197 cm3 65 ch de la Fiat 124.

### Un espace habitable exceptionnel
Mis à part le montage du nouveau moteur, la voiture connaîtra peu de modifications durant sa carrière. On notera simplement le lancement d’un coupé Touring et en 1968, d'un coupé S. Il s’agit là de la variante à tendance sportive de la gamme, bénéficiant du moteur 1 438 cm3 de 75 ch que l’on retrouve sous le capot de la Fiat 124 Special sortie la même année. Contrairement aux autres Primula, cette version n’existe qu’en deux portes, la praticité n’étant pas l’effet recherché. Sa carrosserie a fait l’objet de plusieurs modifications esthétiques. Tout d’abord sur la façade avant, dont la calandre est légèrement avancée par rapport aux 1200 pour tenir compte d’une mécanique plus volumineuse, un détail à peine perceptible. L’évolution est plus sensible à l’arrière ; adouci et modernisé avec de petits feux carrés, il semble préfigurer l’A112. L’ensemble présente une allure réellement dynamique sans qu’il y ait eu besoin de l’affubler des damiers ou du capot noir mat en vogue au début des années 1970. 
Au volant du coupé S, on découvre un intérieur dans le pur jus des Fiat des années 1960 avec deux gros compteurs, un placage bois et la présence de skaï noir dans tout l’habitacle. Seule touche de gaieté, une moquette rouge foncé. Dans l’ensemble, la finition est de qualité : garnitures de porte recouvrant tout le panneau, planche de bord rembourrée et chromes intérieurs nombreux. L’équipement est riche pour une auto d’alors avec par exemple une trappe à essence fermant à clé et un éclairage de la boîte à gants. Parmi les détails, l’éclairage du tableau de bord peut fonctionner indépendamment des phares. Les sièges, aussi élégants que confortables, offrent une assise assez basse et un bon maintien. La position de conduite est assez semblable à ce qu’elle sera quelques années plus tard sur la Fiat 127, avec un volant très horizontal, ce qui fait dire que sur ce point aussi la Primula était en avance sur son temps. Conducteur ou passager, on éprouve du mal à admettre que l’on est dans une auto conçue voici plus de cinquante ans, avec un espace intérieur réellement important au regard du gabarit extérieur. Incontestablement, la mécanique transversale a permis de gagner de précieux cm, validant ainsi le choix des ingénieurs. Les occupants de l’avant apprécient en outre que l’espace entre les sièges ait été laissé libre. Libre, enfin presque… car il est en bonne partie occupé par un interminable levier de vitesse propre au modèle S (les autres Primula ayant un levier au volant). Sans doute pour éviter une longue tringlerie, cette commande agit au plus près de la boîte. Celle-ci étant placée entre les roues, on se retrouve avec un manche oblique et long comme sur un camion. Une disposition pas franchement sportive et qui demande un peu d’habitude pour qu’on ne confonde pas seconde et quatrième. Cette commande a au moins le mérite de sa douceur.

### La voiture qui a inspiré les Fiat à venir
Le moteur se fait entendre à tous les régimes et n’émet pas une sonorité particulièrement sportive, il faut dire aussi que l’insonorisation ne semble pas avoir été le principal souci des ingénieurs. Quant aux possibilités de cette mécanique, elle permet des accélérations tout à fait honnêtes, aidées par un poids raisonnable (870 kg). En fait, on arrive à la nervosité d’une voiture moyenne actuelle. De là à autoriser des performances sportives, il faudrait 20 ch de plus mais il semble que Fiat n’ait pas cherché à pousser le moteur à l’extrême. Ainsi, on retrouve sur la « S » le même carburateur que sur la 65 ch, un Weber de 32. Plus que sa nervosité, la qualité première de cette mécanique est sa souplesse qui suffit à rendre la voiture attachante. À 20 km/h en quatrième, le 1 400 montre une bonne volonté évidente pour reprendre sans claquer un instant. Néanmoins, il se trouve borné par l’absence de cinquième vitesse, sa tendance à mouliner étant nette : les 4 000 tr/min sont franchis à 110 km/h compteur avec un bruit qui devient vite fatigant. 
En utilisation normale, la Primula consomme environ 9 litres d'essence, ce qui n’est pas négligeable comparé aux 7,5 litres d’une Peugeot 204. Mais s’agissant du modèle S, l’économie n’était pas prioritaire quand on pense qu’elle valait en France 13 624 FF en septembre 1969, soit seulement 1 000 FF de moins qu’une Renault 16 TS. 
La tenue de route est saine en virage, comparable à celle des voitures à traction avant de l’époque comme la Peugeot 204 ou la Renault 16. La direction se montre douce grâce au diamètre important du volant. Côté freinage, il se signale par un manque criant de mordant. 
Comme beaucoup d’autos novatrices, la Primula mêle de grandes qualités à quelques défauts. Exceptionnelle par son habitabilité et sa position de conduite, elle aurait notamment mérité un freinage plus efficace et une suspension plus confortable. Quant aux performances de cette version S, elles placent la voiture dans des normes très actuelles et seule l’absence de cinquième vitesse vient nuancer ce jugement. La meilleure preuve de la valeur technique de cette voiture se trouve finalement administrée par la postérité quand on pense qu’elle a inspiré la Fiat 128 et ses descendantes.

### L'«effet Chardonnet» en France
La Primula recevra un accueil mitigé, avec une exception pour le marché français où environ 15 000 voitures seront vendues. L’auto était assez courante dans les rues françaises et il n’est pas rare qu’elle apparaisse dans les films des années 1960/1970 (Pierrot le fou, de Jean-Luc Godard, où apparaît une Primula rouge ainsi que César et Rosalie de Claude Sautet, où les personnages se déplacent dans une « S » jaune). Cet accueil favorable en France peut s’expliquer par une culture ouverte aux automobiles innovantes. Mais on peut dire aussi et surtout que les 200 concessionnaires du réseau Chardonnet (André Chardonnet était l'importateur d'Autobianchi en France) ont fait leur travail. Sans doute mieux que Citroën, censé diffuser et entretenir les Autobianchi en vertu d’accords passés avec Fiat fin 1968 et dénoncés en 1972.

### Collection
Aujourd'hui, les offres sont rares et les prix très bas (1 500 euros pour une 65 ch en bon état), tout au moins s’agissant des modèles 55 et 65 ch. Bien que la Primula ait plutôt tendance à moins rouiller que les voitures de la même époque, elle est tout de même une italienne qui se respecte en ce domaine. Les contrôles à effectuer avant tout achat sont nombreux, notamment pour la plate-forme. La disponibilité des pièces est nulle. La mécanique, elle, est fiable et archi-connue. 
Ce sont 74 858 Autobianchi Primula qui seront fabriquées jusqu’en 1970 dans l'usine Autobianchi de Desio, dans la banlieue de Milan. Fiat se servit de la très solide base de la Primula pour son fourgon Fiat 238.
Fiat ayant toujours utilisé la marque Autobianchi comme laboratoire de mise au point de ses innovations technologiques, l'Autobianchi Primula fut remplacée en 1969 par l'A 111 qui allait servir de base d'essai à la Fiat 128, première traction avant de la marque Fiat.

## Caractéristiques techniques
Période de fabrication : 1964 à 1970
Primula (coach 1964) :
- Moteur : 4 cylindres en ligne à refroidissement par eau
- Cylindrée : 1 221 cm3 - 57 ch
- Alimentation : Carburateur Weber à simple corps 32 IMB
- Transmission : Traction avant, embrayage mono-disque à sec, boîte 4 vitesses synchronisées
- Carrosserie : Coque autoporteuse
- Suspensions AV : à roues indépendantes, bras oscillants inférieurs, barre stabilisatrice
- Suspensions AR : à essieu rigide
- Direction : à crémaillère
- Freins : à disques à l'avant et à l'arrière
- Poids à vide : 870 kg
- Vitesse maxi : 135 km/h

Primula 65C (2-3-4-5 portes) :
- Moteur : 4 cylindres en ligne à refroidissement par eau
- Cylindrée : 1 197 cm3 - 65 ch
- Alimentation : Carburateur Weber à double corps 32 DFB
- Transmission : Traction avant, embrayage mono-disque à sec, boîte 4 vitesses synchronisées
- Carrosserie : Coque autoporteuse
- Suspensions AV : à roues indépendantes, bras oscillants inférieurs, barre stabilisatrice
- Suspensions AR : à essieu rigide
- Direction : à crémaillère
- Freins : à disques à l'avant et à l'arrière
- Poids à vide : 870–885 kg
- Vitesse maxi : 145 km/h

Primula Coupé S :
- Moteur : 4 cylindres en ligne à refroidissement par eau
- Cylindrée : 1 438 cm3 - 75 ch à 5 600 tr/min
- Alimentation : Carburateur Weber à double corps 32 DFB
- Transmission : Traction avant, embrayage mono-disque à sec, boîte 4 vitesses synchronisées
- Carrosserie : Coque autoporteuse
- Suspensions AV : à roues indépendantes, bras oscillants inférieurs, barre stabilisatrice
- Suspensions AR : à essieu rigide
- Direction : à crémaillère
- Freins : à disques à l'avant et à l'arrière
- Poids à vide : 870 kg
- Vitesse maxi : 155 km/h